# Winkel (Szwajcaria)
Winkel (hist. Winkel bei Bülach) – miejscowość i gmina (Politische Gemeinde) w północnej Szwajcarii, w kantonie Zurych, w okręgu (Bezirk) Bülach.

## Historia
Gmina została utworzona w 1044 roku.

## Demografia
W Winkel mieszka 4858 osób. W 2021 roku 16,8% populacji gminy stanowiły osoby urodzone poza Szwajcarią.
W 2000 roku 91,2% populacji mówiło w języku niemieckim, 1,4% w języku francuskim, a 1,4% w języku angielskim.

## Transport
Przez teren gminy przebiegają autostrada A51 oraz droga główna nr 4.
Na terenie gminy leży część portu lotniczego Zurych-Kloten.